# Thugline Boss
Thugline Boss è un mixtape del rapper Krayzie Bone, pubblicato l'11 settembre 2007 sotto la casa discografica Glass House Entertainment.

## Informazioni
Non si tratta di un album ufficiale, bensì di una raccolta di brani inediti registrati tra il 1999 e il 2007.
I produttori delle tracce sono sconosciuti, in quanto nell'album non sono presenti informazioni al riguardo. Molti artisti compaiono invece tra i featuring.
Thugline Boss è uscito accompagnato da un DVD ed ha raggiunto la posizione n.69 della chart statunitense Billboard 200.

## Tracce
| #  | Traccia                   | Featuring                              | Durata |
| -- | ------------------------- | -------------------------------------- | ------ |
| 1  | Overcome                  | Keef-G                                 | 3:25   |
| 2  | Say My Name               | Asu, Young Dre & Keef-G                | 4:12   |
| 3  | Mama Used To Say          | Keef-G                                 | 2:06   |
| 4  | Fly The Coup              | Damon Sharpe, Layzie Bone & Big Caz    | 3:07   |
| 5  | Thug Brothaz              | Thin C, Big Caz & Keef-G               | 3:50   |
| 6  | Real Life                 | Kaymont & Keef-G                       | 3:58   |
| 7  | Till I'm Satisfied        | Asu, Bruce Hathcock & Keef-G           | 3:34   |
| 8  | Sometimes I Cry           | Keef-G                                 | 3:27   |
| 9  | Yo Hood                   | Kaymont & Keef-G                       | 3:57   |
| 10 | Never Meant To Do U Wrong | Kaymont, Keef-G & Sniper               | 3:20   |
| 11 | Chedda                    | L.V. & Big Caz                         | 3:52   |
| 12 | Smoke Some More           | Keef-G                                 | 2:46   |
| 13 | Let It Burn               | Layzie Bone, Keef-G, Thin C & Mo Thugs | 2:54   |

## Posizioni in classifica
| Chart (USA)   | Posizione massima |
| ------------- | ----------------- |
| Billboard 200 | 69                |